# Örtjärnen, Västergötland
Örtjärnen är en sjö i Härryda kommun i Västergötland och ingår i Kungsbackaåns huvudavrinningsområde. Sjön är 10 meter djup, har en yta på 0,0826 kvadratkilometer och befinner sig 72 meter över havet. Sjön avvattnas av vattendraget Finnebäcken.

## Delavrinningsområde
Örtjärnen ingår i det delavrinningsområde (639669-128114) som SMHI kallar för Utloppet av Finnsjön. Medelhöjden är 87 meter över havet och ytan är 6,87 kvadratkilometer. Det finns inga avrinningsområden uppströms utan avrinningsområdet är högsta punkten. Finnebäcken som avvattnar avrinningsområdet har biflödesordning 2, vilket innebär att vattnet flödar genom totalt 2 vattendrag innan det når havet efter 24 kilometer. Avrinningsområdet består mestadels av skog (65 %). Avrinningsområdet har 1,2 kvadratkilometer vattenytor vilket ger det en sjöprocent på 17,4 %. Bebyggelsen i området täcker en yta av 1,03 kvadratkilometer eller 15 % av avrinningsområdet.